# ССК „Черно море“
Сдружение Спортни клубове „Черно море“ е спортна организация на спортните клубове в системата на бившето Флотско-студентско-физкултурно дружество „Черно море“. Това е най-старата спортна организация в България.
Началото на ССК „Черно море“ е през пролетта на 1909 г., когато в центъра на Варна се основава дружество „Спорт“ – Варна. Няколко месеца по-късно то се преименува на Футболистично-дружество Спортист. Основател на клуба е Стефан Тончев (футболист).
ССК „Черно море“ е наследник и на основания на 3 април 1916 г. СК „Владислав“.

## Футбол
- Шампион – 4 пъти – 1938 (под името Тича), 1925, 1926, 1934 (като Владислав)
- Вицешампион – 1935, 1936(под името Тича), 1928, 1930, 1938, 1939 (като Владислав)
- 3 място – 1939, 1953, 2009
- Носител на Купата на България – 2015
- Финалист за Купата на България – 2006, 2008
- Носител на Суперкупата на България -2015
- Финалист за Купата на Съветската армия – 1985, 1988
- Носител на Сребърната купа на Букурещ – 1925, първи спортен трофей, завоюван зад граница, в историята на българския спорт въобще.

## Спортист
През пролетта на 1909 година момчета, живеещи в центъра на Варна, основават дружество „Спорт“. Няколко месеца по-късно то е преименувано на Футболистично дружество „Спортист“. Отборът изиграва първия мач в историята на българския футбол срещу местния опонент „Атлас“, в който побеждава с 1 – 0.

## Галата
На 5 март 1912 година във Варненската мъжка гиманзия се формира местният клон на Юношеския туристически съюз, под името „Галата“. За няколко месеца дружеството става изключително популярно и освен туризъм в него се практикува и футбол. На 3 март 1913 г. официално се основава Туристическо-спортно дружество „Галата“. Това е първото официално спортно дружество в България. Първото дружество с приет устав. Пръв негов председател е Георги Желев. По предложение на Карел Шкорпил от 18 май 1913 името е променено на „Река Тича“
По иниациатива на Стефан Тончев, „Спортист“ и „Река Тича“се обединяват. Името остава „Река Тича“ заради това, че те имат приет и одобрен устав. Сливането става на 24 май 1914 година.

## Река Тича
Под името „Река Тича“ отборът изиграва първия мач между два клуба от различни градове, това става през 1915 година. В края на същата година, на 6 декември, отборът среща 21 Померански полк, който е дислоциран във Варна. Срещата завършва 4 – 4, това е и първият международен мач в историята на българския футбол.

## Тича
От 21 януари 1919 г. името на дружеството е промено на „Тича“.
Под това име са изиграни първите мачове срещи софийски отбори през 1919 г. През същата година клубът издава труда на Стефан Тончев „Футболът – правилници и наставления“. По този начин се поставя началото и на българската спортна литература.
През 1921 г. варненският клуб е в основата на основаването на Северно-българската спортна лига. Това довежда и до основаването на БНСФ. Затова свиделства и Здравко Попов, дългогодишен председател на БНСФ.
На 5 август 1923 г. „Тича“ печели финала на турнира за Чашата на Лигата срещу „Преслава“ – Шумен. Това е първият футболен турнир с участие на отбори от различни градове.
Футболистът на „Тича“ Боян Бянов е първият капитан на националния отбор по футбол.
На 21 април 1925 г., „Тича“ печели турнира за Сребърната купа на Букурещ по футбол. Това е първият трофей в историята на българския спорт.
През 1935 и 1936 г. отборът достига до финал за Царската купа.
През сезон 1937 – 38 в Националната футболна дивизия „Тича“ става шампион. През следващия сезон 1938 – 39 „Тича“ е на трето място.
През февруари 1945 г. по заповед на спортните органи на правителството на Отечествения фронт „Тича“ и „Владислав“ са принудени да се обединят под името „Тича-Владислав 1945“.

## Владислав
СК Владислав е основан на 3 април 1916 г. от момчета, живеещи около днешния Фестивален и конгресен център. Първото име на клуба е Спортно-туристическо дружество Напред.
През 1920 г. са избрани цветовете – зелен и бял. На 1 май 1921 г. името е сменено – от Гранит на Владислав.
На 30 август 1925 г. Владислав побеждава Левски с 2 – 0 и става пръв носител на Царската купа и Държавен първенец.
През 1926 г. шампионът отново на финал срещу Славия. Мачът завършва 0 – 0, в началото за шампион е обявен софийският отбор. По-късно е насрочен нов мач, но столичният отбор не се явява и Владислав е обявен за шампион.
За 1928 и 1930 г. отборът достига до финал, но го губи.
На 16 септември 1934 г. „Владислав“ става първият в историята трикратен шампион по футбол.
В сезоните 1938 и 1939 Владислав е вицешампион.
На 18 февруари 1945 г. Владислав е слят с Тича под името Тича-Владислав'45.

## ПФК Черно море
През 1945 – 1959 г. отборът сменя няколко пъти името си. След 1945 г. клубът губи води водещата си роля.
Завоювани са само 2 бронзови медали през 1953 и 2009 г.
През 2015 година, след 77 години, клубът отново печели трофеи. Завоювани са Купата и Суперкупата на България.
През 2006 и 2008 г. Черно море играе финал за Купата на България.
Черно море достига и до 2 финала за Купата на Съветската армия през 1985 и 1988 г.

## Исторически мачове
- 1910 г. Спортист – Атлас 1 – 0 Първи мач в историята на българския футбол
- 1915 г. Стрела-Бургас – Река Тича Първи мач в историята между два клуба от различни градове, завършва с победа за варненци
- 06.12.1915 г. – Река Тича – 21 Померански полк 4 – 4 Първи международен мач в историята на българския футбол
- 28.09.1919 г. – Славия – Тича 0 – 1 Първа домакинска загуба на софийски отбор в историята
- 05.08.1923 г. – Тича – Преслава 5 – 1 Финал за Чашата на Лигата Първа вътрешно национална купа в историята на българския футбол
- 21.04.1925 г. – Спортул Студенцеск-Тича 0 – 3 финал за Купата на Букурещ, първи спортен трофей въобще в историята на българския спорт
- 31.07.1938 г. – Тича-Владислав 0 – 0 След този мач Тича спечелва шампионата на НФД
- 1962 г. – Черно море – Динамо Киев 1:1
- 1965 г. – Черно море – Спарта Прага 4:3
- 1965 г. – Черно море – Шефилд Уензди 2:1
- 1965 г. – Черно море – Дарби Каунти 1:0
- 1966 г. – Черно море – Аякс 3:1
- 1966 г. – Нотингам – Черно море 0:1
- 1966 г. – Ковънтри – Черно море 1:1
- 1967 г. – Щутгарт – Черно море 0:0
- 1967 г. – Айнтрахт – Черно море 2:2
- 1968 г. – Вердер – Черно море 1:1
- 1969 г. – Япония – Черно море 0:0
- 1969 г. – Япония – Черно море 1:4
- 1969 г. – Япония – Черно море 0:1
- 1970 г. – Фарул (Констанца) – Черно море 0:1
- 1972 г. – Черни море – Стал (Мелец) 2:1
- 1973 г. – Университатя (Крайова) – Черно море 1:3
- 1973 г. – Бешикташ – Черно море 0:1
- 1974 г. – Черно море – Черноморец (Одеса) 3:1
- 1975 г. – Черно море – Черноморец (Одеса) 5:2
- 1976 г. – Черно море – Арминия 7:0
- 1977 г. – Черно море – Магдебург 1:0
- 1980 г. – Черно море – Селта (Виго) 3:2
- 1980 г. – Атлетико Мадрид – Черно море 1:1
- 1980 г. – Фес (Мароко) – Черно море 0:2
- 1982 г. – Черно море – Стандард Лиеж 2:0
- 2008 г. – Щутгарт – Черно море 2:2
- 2008 г. – Черно море – Спартак Варна 5:0

## Баскетбол
Началото на баскетбола е през 1923 г., когато и в „Тича“, и във „Владислав“ се формират мъжки и дамски отбори. При „Тича“ главно действащо лице е Вахаршаг Мартаян, а при „Владислав“ е Алекси Алексиев.
През август 1924 г. се провежда първата междуградска във Варна. Женските отбори на „Тича“ и „АС-23“ завършват при резултат 18 – 14 в полза на варненки.
Първият официален мач е пак през 1924 г., мъжете на „Тича“ побеждават Диана с 41 – 6.
Чести са срещите в града със софийски отбори. Баскетболният ентусиазъм постепенно заглъхва през 30-те години по неизвестни причини.
- Шампион на България за мъже през 1985 (под името „Академик“), 1998 и 1999

- Вицешампион за 1990, 1991, 1996, 1997, 2000, 2006, 2009
- Бронзов медалист през 1984, 1993, 2001, 2005, 2007, 2014, 2015
- Носител на Купата на България през 1998, 1999, 2000, 2015
- Вицешампион за жени през 1997

## Плуване
Плуването е вторият по значимост спорт във Варна преди 1944 г.
Този спорт си пробива път във Варна през 20-те години. Най-голямо значение му отдават във „Владислав“. Официално плувната секция и скоковете във вода са основани от Алекси Алексиев през 1931 г., който е треньор и състезател. През пролетта на 1932 г. ръководството на „Владислав“ чрез Алекси Алексиев кани австрийския бивш състезател Фритбергер за треньор. Той приема поканата, назначен е на работа в Аквариума и изготвя тренировъчна програма. Поради липса на басейн, тренировките се провеждат направо в морето.
На 7 септември 1931 г. в подборните състезания за определяне на държавния отбор за Балканиадата, Тодор Медникаров поставя 2 национални рекорда на 100 метра гръб и 1500 метра свободен стил, а Петър Миланов става рекордьор на 400 и на 1500 метра.
На 2-3 октомври 1932 г. се провежда първата плувна междуградска среща в столицата между „Левски“ и „Владислав“. В този двубой варненци побеждават с 23 на 22 точки.
Олимпийският дебют на българското плуване през 1968 г. е направен от 3-ма плувци на „Черно море.“
В дисциплината 400 метра съчетано плуване Юлиян Русев завършва 13 от 45 плувци на олимпиадата в Мексико '68

## Бокс
Този вид спорт води началото си от СК „Владислав“ през 1923 г. Има няколко основания да се счита, че клубът е основоположник на клубния боксов спорт. През 1925, 1926 и 1927 години клубът изпраща телеграми до други клубове за евентуални състезания.
За главен инициатор и деятел за бокса във Варна се счита Ернст Мург. С негова пряка помощ се организират първоначални демонстративни, а след това и вътрешни боксови състезания на нормален ринг. Боксовата секция на клуба продължава своята дейност с мнозина младежи, сред които се открояват Ставри Бъчваров, брат му Никола Бъчваров, Стефан Моканов и други. Когато Ернст Мург заминава за София, дейността на боксовата секция затихва.
Най-великият български боксьор за всички времена е състезателят на клуба Ивайло Маринов.
Други емблематични имена, състезавали се за клуба, са световният шампион от 1991 г. Киркор Киркоров и Олимпийският шампион Даниел Петров.

## Лека атлетика
Още през 1909 г. освен футбол в „Спорт“ са били застъпени лекоатлетическите дисциплини хвърляне на копие и на диск.
В СК „Тича“ още от началните години на съществуването му след футбола най-добре е застъпена леката атлетика. В устава на клуба от 25 март 1914 г. е посочена целта за „всестранно физическо и морално заздравяване и усървършенстване на членовете“.
От 1920 г. започва началото на този спорт в клуба. През 1925 г. клубът организира група младежи, които се обучават в лекоатлетически дисциплини. Състезанията се провеждат на Колодрума. Треньор е Ховсеп Еремян.
На 25 април 1930 г. „Тича“ печели щафетната обиколка на Варна в двубой с „Шипченски сокол“.
През 1931 г. щафетата поставя нов национален рекорд в дисциплината 4x100 с време 45,6 сек.
Върхово постижение на лекоатлетическия отбор е на държавното първенство през 1934 г., където той завършва на трето място.
На Европейското първенство по лека атлетика в зала през 1979 г. състезателят на клуба Бинко Колев спечелва сребърен медал в дисциплината 800 метра.
За определено време част от клуба е бегачката Ваня Стамболова, европейска шампионка от Стокхолм 2006 г.

## Спортна гимнастика
Гимнастиката е най-старият спорт във Варна. Днес клубът се казва „Черноморски юнак“. Той е един от водещите в страната.
Първият медал от световни първенства е спечелен от черномореца Андрей Керанов. Той спечелва бронзов медал от Световното първенство във Варна през 1974 г.
През 1994 г. Иван Иванов става европейски шампион. Най-великият български гимнастик Йордан Йовчев дълги години е бил състезател на клуба. Отличията през периода 2000 – 2008 г. са спечелени за „Черноморски юнак“.

## Волейбол
Волейболът става клубен спорт през 1931 г., когато УС на СК Тича го въвежда сред членовете си. Мероприятието е хроникирано във вестник Варненска поща.
СК Владислав също въвежда волейбола в клуба си.
През 1942 и 1943 г. се провеждат първите държавни първенства в София. От провинцията участва сборен отбор под името Варна. Съставен основно от тичанци, допълнени и от спортните клубове Владислав и Раковски.
Най-големият успех мъжкия отбор постига през 1945 г., когато достига до финала на Републиканското първенство и спечелва сребърните медали.
Мъжкият отбор е бил и бронзов медалист през 1998 и 2001 г.
Най-големият успех на волейбола в клуба е спечелването на шампионската титла на женския отбор през сезон 2005 – 06 г., когато на финала побеждават Славия.
Дамският профил също така е вицешампион за 1997 г. и бронзов медалист за 1989 и 1990 г.

## Други спортове
„ССК „Черно море“ има представители и в други спортове, включително колоездене, академично гребане, вдигане на тежести, кану-каяк, тенис, модерен петобой, фехтовка, водна топка, ветроходство.